# 小学五年生 (小説)
『小学五年生』（しょうがくごねんせい）は、重松清による短編小説集。文藝春秋より2007年3月に刊行された。全編とも小学5年生の男の子が主人公の17編の短編小説が収められている。

## あらすじ
クラスメイトの突然の転校、近しい人との死別、見知らぬ大人や、転校先での出会い、異性へ寄せるほのかな恋心、淡い性への目覚め、喧嘩と友情。まだ「おとな」ではないけれど、もう「子ども」でもない。微妙な時期の小学五年生の少年たちの涙と微笑みを、移りゆく美しい四季を背景に描く、十七編のショートストーリー。

## 収録作品
全編とも『オール讀物』に掲載された。
- 葉桜（2006年6月号）
- おとうと（2006年6月号）
- 友だちの友だち（2005年5月号、「こいのぼり」を改題）
- カンダさん（2005年5月号）
- 雨やどり（2006年8月号）
- もこちん（2006年9月号）
- 南小、フォーエバー（2005年8月号、「再会」を改題）
- プラネタリウム（2005年8月号）
- ケンタのたそがれ（2006年8月号）
- バスに乗って（2005年11月号）
- ライギョ（2005年11月号）
- すねぼんさん（2004年10月号）
- 川湯にて（2006年2月号）
- おこた（2005年2月号）
- 正（2005年2月号）
- どきどき（2006年2月号）
- タオル（2004年10月号）